# Bryhnia tokubuchii
Bryhnia tokubuchii là một loài Rêu trong họ Brachytheciaceae. Loài này được (Broth.) Paris mô tả khoa học đầu tiên năm 1904.